# Aartsbisdom Mexico
Het aartsbisdom Mexico (Latijn: Archidioecesis Mexicana) is een rooms-katholiek aartsbisdom met als zetel Mexico-Stad, hoofdstad van Mexico. De aartsbisschop van Mexico is metropoliet van de kerkprovincie Mexico, waartoe ook de volgende suffragane bisdommen behoren:
- Azcapotzalco
- Iztapalapa
- Xochimilco

## Geschiedenis
Het aartsbisdom werd opgericht op 2 september 1530, als het bisdom Mexico, uit delen van het bisdom Tlaxcala, en was suffragaan aan het aartsbisdom Sevilla. Op 12 februari 1546 werd het verheven tot metropolitaan aartsbisdom. 
Het verloor achtereenvolgens gebied bij de oprichting van de bisdommen Michoacán (1536), Manila (1579), Querétaro (1863), Tulancingo (1863), Chilapa, Ciudad Victoria-Tamaulipas (1870), het apostolisch vicariaat California Inferiore (1874), de bisdommen Cuernavaca (1891), Toluca (1950), Tlaxcala (1959), Texcoco (1960), Tula (1961), Tlalnepantla (1964), Atlacomulco (1984), Tenancingo (1984), Cuernavaca (1984), Azcapotzalco (2019), Iztapalapa (2019), en Xochimilco (2019). 
Op 29 september 2019 werd het suffragane bisdom Toluca verheven tot aartsbisdom en alle suffragane bisdommen van het aartsbisdom Mexico werden suffragaan aan het aartsbisdom Toluca. Er werden  diezelfde dag drie nieuwe bisdommen opgericht uit gemeenten van de stad Mexico-Stad die suffragaan werden aan het aartsbisdom Mexico, namelijk de bisdommen Azcapotzalco, Iztapalapa, en Xochimilco. 

## Parochies
Het aartsbisdom had in 2021 een oppervlakte van 800 km2 en telde 5.442.918 inwoners waarvan 91,0% rooms-katholiek was.

## Aartsbisschoppen
- Juan de Zumárraga (20 augustus 1530 - 3 juni 1548)
- Alfonso de Montufar (5 oktober 1551 - 7 maart 1572)
- Pedro de Moya y Contreras (17 juni 1573 - 7 december 1591)
- Alfonso Fernández de Bonilla (22 mei 1592 - 1600)
- García de Santa María Mendoza y Zúñiga (12 februari 1601 - 5 oktober 1606)
- Francisco García Guerra (3 december 1607 - 22 februari 1612)
- Juan Pérez de la Serna (13 mei 1613 - 19 juli 1627)
- Francisco de Manso Zuñiga y Sola (9 augustus 1627 - 20 juli 1634)
- Francisco Verdugo Cabrera (9 september 1636 - niet in bezit genomen)
- Feliciano de la Vega Padilla (13 september 1638 - december 1640)
- Juan de Mañozca y Zamora (16 november 1643 - 12 december 1650)
- Marcelo Lopez de Azcona (29 april 1652 - 10 november 1653)
- Mateo Sagade (Zaga de) Bugueiro (14 mei 1655 - 28 januari 1664)
- Juan Alonso de Cuevas y Davalos (28 april 1664 - 2 september 1665)
- Marcos Ramírez de Prado y Ovando (15 december 1666 - 14 mei 1667)
- Payo Afán Enríquez de Ribera Manrique de Lara (17 september 1668 - 30 juni 1681)
- Francisco de Aguiar y Seijas y Ulloa (20 april 1682 - 14 augustus 1698)
- Juan de Ortega Cano Montañez y Patiño (21 juni 1700 - 16 december 1708)
- José Pérez de Lanciego Eguiluz y Mirafuentes (21 maart 1714 - 25 januari 1728)
- Juan Antonio de Vizarrón y Eguiarreta (24 juli 1730 - 25 januari 1747)
- Manuel José Rubio y Salinas (29 januari 1748 - 3 juli 1765)
- Francisco Antonio de Lorenzana y Butrón (14 april 1766 - 27 januari 1771)
- Iledfonso Núñez de Haro y Peralta (30 maart 1772 - 26 mei 1800)
- Francisco Javier de Lizana y Beaumont (24 mei 1802 - 6 maart 1815)
- Pedro José de Fonte y Hernández Miravete (4 september 1815 - 28 december 1837)
- Manuel Posada y Garduño (23 december 1839 - 30 april 1846)
  - Juan Manuel de Irrizarri y Peralta (hulpbisschop: 27 april 1840 - 27 maart 1849)
- José Lázaro de la Garza y Ballesteros (30 september 1850 - 11 maart 1862)
  - José María de Jesús Díez de Sollano y Dávalos (hulpbisschop: 7 april 1862 - 19 maart 1863)
- Pelagio Antonio de Labastida y Dávalos (19 maart 1863 - 4 februari 1891)
- Próspero María Alarcón y Sánchez de la Barquera (17 december 1891 - 30 maart 1908)
- José Mora y del Rio (2 december 1908 - 22 april 1928)
  - Maximino Ruiz y Flores (hulpbisschop: 8 maart 1920 - 11 mei 1949)
- Pascual Díaz y Barreto (25 juni 1929 - 19 mei 1936)
- Luis María Martínez y Rodríguez (20 februari 1937 - 9 februari 1956)
  - Francisco Orozco Lomelín (hulpbisschop: 19 maart 1952 - 17 oktober 1990)
  - José Villalón Mercado (hulpbisschop: 1 april 1952 - 12 september 1977)
- Miguel Darío Miranda y Gómez (28 juni 1956 - 19 juli 1977; coadjutor sinds 20 december 1955)
  - Luis Mena Arroyo (hulpbisschop: 13 juli 1961 - 1 september 1964, hulpbisschop en aartsbisschop op persoonlijke titel: 27 juli 1979 - 9 september 1995)
  - Alfredo Torres Romero (hulpbisschop: 30 december 1967 - 4 januari 1975)
  - Jorge Martínez Martínez (hulpbisschop: 5 juni 1971 - 1 augustus 1994)
- Ernesto Corripio y Ahumada (19 juli 1977 - 29 september 1994)
  - Javier Lozano Barragán (hulpbisschop: 5 juni 1979 - 28 oktober 1984)
  - Francisco Maria Aguilera González (hulpbisschop: 5 juni 1979 - 12 januari 1996)
  - Carlos Talavera Ramírez (hulpbisschop: 15 januari 1980 - 14 maart 1984)
  - Genaro Alamilla Arteaga (hulpbisschop: 26 januari 1980 - 10 oktober 1989)
  - Ricardo Manuel Watty Urquidi (hulpbisschop: 27 mei 1980 - 6 november 1989)
  - Abelardo Alvarado Alcántara (hulpbisschop: 26 april 1985 - 22 juli 2008)
- Norberto Rivera Carrera (13 juni 1995 - 7 december 2017)
  - José de Jesús Martínez Zepeda (hulpbisschop: 11 maart 1997 - 3 januari 2004)
  - Marcelino Hernández Rodríguez (hulpbisschop: 5 januari 1998 - 23 februari 2008)
  - José Luis Fletes Santana (hulpbisschop: 29 januari 2000 - 31 mei 2003)
  - Guillermo Rodrigo Teodoro Ortiz Mondragón (hulpbisschop: 29 januari 2000 - 19 oktober 2005)
  - Felipe Tejeda García (hulpbisschop: 29 januari 2000 - 30 juli 2010)
  - Rogelio Esquivel Medina (hulpbisschop: 27 juni 2001 - 27 juni 2008)
  - Jonás Guerrero Corona (hulpbisschop: 27 juni 2001 - 18 maart 2011)
  - Francisco Clavel Gil (hulpbisschop: 27 juni 2001 - 28 mei 2013)
  - Antonio Ortega Franco (hulpbisschop: 11 februari 2004 - 16 februari 2019)
  - José Víctor Manuel Valentín Sánchez Espinosa (hulpbisschop: 2 maart 2004 - 5 februari 2009)
  - Carlos Briseño Arch (hulpbisschop: 20 mei 2006 - 12 november 2018)
  - Florencio Armando Colín Cruz (hulpbisschop: 27 november 2008 - 16 februari 2019)
  - Jesús Antonio Lerma Nolasco (hulpbisschop: 7 mei 2009 - 28 september 2019)
  - Adolfo Miguel Castaño Fonseca (hulpbisschop: 22 juni 2010 - 28 september 2019)
  - Andrés Vargas Peña (hulpbisschop: 22 juni 2010 - 28 september 2019)
  - Crispin Ojeda Márquez (hulpbisschop: 4 juni 2011 - 27 juli 2018)
  - Jorge Estrada Solórzano (hulpbisschop: 28 mei 2013 - 11 mei 2019)
- Carlos Aguiar Retes (7 december 2017 - heden)
  - Carlos Enrique Samaniego López (hulpbisschop: 16 februari 2019 - heden)
  - Salvador González Morales (hulpbisschop: 16 februari 2019 - heden)
  - Francisco Daniel Rivera Sánchez (hulpbisschop: 25 januari 2020 - 18 januari 2021)
  - Héctor Mario Pérez Villarreal (hulpbisschop: 25 januari 2020 - heden)
  - Luis Manuel Pérez Raygoza (hulpbisschop: 25 januari 2020 - heden)
  - Andrés Luis García Jasso (hulpbisschop: 3 juli 2021 - heden)
  - Francisco Javier Acero Pérez (hulpbisschop: 15 september 2022 - heden)

Mexico (aartsbisdom) · Azcapotzalco · Iztapalapa · Xochimilco